# رنوکا شاهانه
رنوکا شاهانه (به انگلیسی: Renuka Shahane) (زاده ۷ اکتبر ۱۹۶۶) بازیگر هندی است.
از فیلم‌هایی که وی در آن نقش داشته است می‌توان به من برای تو چه کسی هستم؟، آنچه دل بخواهد و اسم من گویندا است اشاره کرد.